# Jörg von Hallegg
Jörg von Hallegg (auch Jörg Hallecker sowie Georg von Hallegg) (* 14. oder 15. Jahrhundert evtl. auf Burg Sommeregg; † wohl um 1460) war ein kärntnerischer Edelmann, Burggraf von Sommeregg und Verweser der (Landes-)Hauptmannschaft (anstatt eines Landeshauptmannes) von Kärnten.

## Leben

### Familie
Jörg von Hallegg aus dem Geschlecht derer Von Hallegg war ein Sohn des Christoph Hallecker, 1410/11 als Burggraf von Sommeregg genannt. Die Varianten seines Vornamens sind Jörg, Jorig und Georg, die seines Nachnamens reichen von Von Hallegg, Hallegger, Halleck, Hellegker, Hailegker, Von Holnegg bis zu Jorig Hallegker.
Er selbst ließ folgende Kinder nach:
- Barbara von Hallegg (Hallecker), ehelichte Andreas von Graben
- Bartlmä von Hallegg (Hallecker), ehelichte Anna von Guttenstein, 1460 in der Görzer Fehde genannt[2]
- Margarethe (Margareta) von Hallegg (Hallecker) ehelichte Konrad Färber von Frauenstein[3]

### Burggraf von Sommeregg
Die Familie Von Hallegg war mindestens seit Christopher Hallecker (1410) mit der Burg und Herrschaft Sommeregg verbunden; anfangs als Lehensleute, Burggrafen, der Grafen von Ortenburg und hernach der Grafen von Cilli. Da für jene deren Besitzungen in Oberkärnten im Vergleich zu ihren immensen Besitzungen in Krain und Kroatien relativ unbedeutend waren, gewannen deren Verwalter in Kärnten an Einfluss.
Jörg von Hallegg kommt erstmals 1430 in Briefen vor und war als Nachfolger seines Vaters Christopher Hallecker bis 1442 Burggraf von Sommeregg, welches Amt und nachmalige Lehen an Andreas von Graben, dem Ehemann seiner Tochter Barbara, aus dem steirischen Geschlecht der Herren von Graben überging.

### Landesverweser von Kärnten
1441 ernannte Kaiser Friedrich III. Jörg von Hallegg zu seinem Verweser der (Landes-)Hauptmannschaft in (von) seinem Herzogtum Kärnten (anstelle eines Landeshauptmannes). 1444 wird als Hauptmann Konrad III. Kraiger von Kraigk genannt, Von Hallegg aber als Verweser der Hauptmannschaft [was ein Widerspruch ist, da der Verweser – vom Landesherren bestimmt – anstelle eines Landeshauptmannes tätig war] sowie Anton Himmelberger als deren Vitztum im Herzogtum. Kärnten stand seit Mitte des 15. Jahrhunderts bis 1520 unter unmittelbarer landesfürstlicher Verwaltung, womit Von Hallegg der oberste Vertreter des Landesfürsten in Kärnten war. Über die Dauer seines Amtes sind sich die Quellen unklar; eine ältere Quelle aus dem 19. Jahrhundert spricht bis 1444, eine andere bis 1448, während eine dritte sogar bis 1451 bekundet, als sie Lienhard von Harrach als dessen Nachfolger vermerkt.

### Diverses
- 1446 schlossen sich Jörg und sein Bruder Andrä von Hallegg dem kärntnerischen Aufgebot des Adels an.[9]
- 1454 wird Von Hallegg als Pfleger von Dietrichstein genannt.[1]
- Jörg von Hallegg ist 1460 als Lehensmann der Görzer Grafen verstorben.